# 美國—德國和約
美國－德國和约于第一次世界大战后1921年8月25日签订于德国柏林，双方签约主要是由于美国参议院未能批准凡尔赛和约，因而不得不单独签订和约。当年11月11日和约得到批准并于同日生效。1922年8月12日在国际联盟注册。